# 詹店镇
詹店镇，是中华人民共和国河南省焦作市武陟县下辖的一个乡镇级行政单位，位于武陟县东南部，与省会郑州隔河相望。该镇盛产优质大米和黄河鲤鱼，素有“豫北小江南，中原鱼米乡”之称。

## 行政区划
詹店镇下辖以下地区：
何营东村、何营西村、赵庄村、小许庄村、大许庄村、魏庄村、詹东村、詹西村、李庄村、老田庵村、小庄村、冯庄村、小茶堡村、杨延井村、郭庵村、大茶堡村、何井村、东厂村、溜村、大刘庄村、王菜园村、王庄村、陈庄村、宋庄村、马营村、张菜园村和小马营村。

## 交通
- 京广铁路：焦作东站